# Дугласія (пам'ятка природи)
Ду́гласія — ботанічна пам'ятка природи місцевого значення в Україні. Розташована в межах Дрогобицького району Львівської області, на північний захід від села Верхнє Синьовидне.
Площа 1,2 га. Статус присвоєно згідно з рішенням Львівської облради від 9.10.1984 року № 495. Перебуває у віданні ДП «Сколівський лісгосп» (Верхньосиньовидненське лісництво, кв. 8, вид. 7, 21).
Статус присвоєно з метою збереження єдиного на території Сколівського лісового господарства унікального високопродуктивного насадження дугласії тисолистої (псевдотсуги зеленої). Насадження зростають на двох ділянках, розташованих на південних схилах хребта Комарницькі гори.